# Valdus Wikén
Joel Albert Valdus Wikén, född 16 september 1906 i Göteborg, död 1958 i Hässleholm, var en svensk arkitekt.
Wikén, som var son till köpman Albert Wikén och Augusta Wikén, avlade studentexamen vid Göteborgs latinläroverk 1925 samt utexaminerades från Chalmers tekniska instituts avdelning för husbyggnadskonst 1929 och avlade arkitektexamen vid Kungliga Tekniska högskolan 1932. Han var anställd hos Kreuger & Toll Byggnads AB 1930, tjänstgjorde vid Cour Vendôme i Paris 1930–1931, hos AB Nora Trädgårdsstad 1932–1934, på Stockholms länsarkitektkontor 1935–1936, hos arkitekt Nils R. Hjorth i Stockholm 1935–1936, hos Flygförvaltningen 1936–1937, därjämte byggnadskonsulent i ett antal samhällen kring Stockholm 1934–1937 och stadsarkitekt i Hässleholms distrikt från 1937. Han bedrev egen arkitektverksamhet från 1936. Han var vice ordförande i Kristianstads tekniska förening från 1942, styrelseledamot i Södra Sveriges arkitektförening och ordförande i Hässleholms kommunaltjänstemannaförening. Han skrev artiklar i byggfrågor i dagspressen och i "Hem i Sverige" 1934–1937.
Sonen Pål Wikén (1949–2018) var musiker (gitarrist och dragspelare), journalist, redigerare och nyhetsredaktör.